# Янич, Стьепан
Стье́пан Я́нич (серб. Стјепан Јанић; 24 ноября 1980, Бачка-Паланка) — сербский гребец-байдарочник, в разное время выступал за сборные Югославии, Сербии и Черногории, Хорватии. Участник летних Олимпийских игр в Пекине, серебряный призёр чемпионата мира, бронзовый призёр чемпионата Европы, двукратный чемпион Средиземноморских игр, победитель многих регат республиканского и международного значения.

## Биография
Стьепан Янич родился 24 ноября 1980 года в городе Бачка-Паланка. Активно заниматься греблей начал в раннем детстве, проходил подготовку под руководством собственного отца Милана Янича, в прошлом известного гребца, тренировался вместе с братом Мичо и сестрой Наташей, которые впоследствии тоже стали довольно успешными гребцами.
Первого серьёзного успеха на взрослом международном уровне добился в 1998 году, когда попал в основной состав национальной сборной Югославии и побывал на чемпионате мира в венгерском Сегеде, откуда привёз награду серебряного достоинства — в двойках на дистанции 1000 метров в паре с братом Мичо занял второе место, уступив в финале экипажу титулованных итальянцев Антонио Росси и Луки Негри.
Из-за происходивших в Югославии военных конфликтов спортивная карьера Янича приостановилась, и в этот период он не показал сколько-нибудь значимых результатов. После окончательного распада страны вплоть до 2004 года выступал за сборную Сербии и Черногории, а затем принял хорватское гражданство, начал тренироваться в загребском каноэ-клубе «Ярун» и на международных турнирах стал представлять Хорватию. 
В 2005 году Стьепан Янич завоевал сразу две золотые медали на Средиземноморских играх в испанской Альмерии, одержав победу в одиночках на тысяче метрах и в двойках на пятистах метрах. Также в этом сезоне взял бронзу на чемпионате Европы в польской Познани, в зачёте одноместных байдарок на дистанции 500 метров занял третье место, проиграв только спортсменам из Венгрии и Германии. Благодаря череде удачных выступлений удостоился права защищать честь страны на летних Олимпийских играх 2008 года в Пекине — участвовал здесь в программе одиночек на пятистах и тысяче метрах, в обеих дисциплинах пробился в финальную стадию турнира, однако попасть в число призёров не смог, в решающих заездах финишировал девятым и седьмым соответственно.
После пекинской Олимпиады остался в основном составе хорватской национальной сборной и продолжил принимать участие в крупнейших международных регатах. Так, в 2009 году выступил на Средиземноморских играх в итальянской Пескаре, где в одиночках стал серебряным призёром на полукилометровой дистанции и бронзовым призёром на километре.
Женат на словенской гребчихе-байдарочнице Шпеле Пономаренко, участнице двух летних Олимпийских игр.